# سنت آندری، نیوبرانزویک
سنت آندری، نیوبرانزویک (به انگلیسی: Saint-André, New Brunswick) یک منطقهٔ مسکونی در کانادا است که در ماداواسکا واقع شده‌است. سنت آندری ۸٫۱۲ کیلومتر مربع مساحت و ۸۱۹ نفر جمعیت دارد.